# Melitturga mongolica
Melitturga mongolica är en biart som beskrevs av Johann Dietrich Alfken 1936. Melitturga mongolica ingår i släktet Melitturga och familjen grävbin. Inga underarter finns listade i Catalogue of Life.